# Filipiny na Letnich Igrzyskach Olimpijskich 1976
Filipiny na Letnich Igrzyskach Olimpijskich 1976 reprezentowało 14 zawodników: 13 mężczyzn i 1 kobieta. Był to dwunasty start Filipin na letnich igrzyskach olimpijskich.
Najmłodszym filipińskim zawodnikiem był 18-letni pływak, Edwin Borja, zaś najstarszym 47-letni żeglarz, Jesús Villareal.

## Skład reprezentacji

### Boks
- Eduardo Baltar - waga papierowa mężczyzn - 17. miejsce
- Rey Fortaleza - waga kogucia mężczyzn - 5. miejsce
- Ruben Mares - waga piórkowa mężczyzn - 17. miejsce

### Lekkoatletyka
- Víctor Idava - maraton mężczyzn - 57. miejsce

### Pływanie
- Gerardo Rosario
  - 100 m stylem dowolnym mężczyzn - odpadł
  - 200 m stylem dowolnym mężczyzn - odpadł
  - 100 m stylem grzbietowym mężczyzn - odpadł
  - 200 m stylem grzbietowym mężczyzn - odpadł
- Edwin Borja
  - 400 m stylem dowolnym mężczyzn - odpadł
  - 1500 m stylem dowolnym mężczyzn - odpadł
  - 400 m stylem zmiennym mężczyzn - odpadł
  - 200 m stylem motylkowym mężczyzn - odpadł
- Nancy Deano
  - 100 m stylem klasycznym kobiet - odpadła
  - 200 m stylem klasycznym kobiet - odpadła
  - 400 m stylem zmiennym kobiet - odpadła

### Podnoszenie ciężarów
- Salvador del Rosario - waga papierowa mężczyzn - 9. miejsce
- Arturo del Rosario - waga kogucia mężczyzn - 13. miejsce

### Strzelectwo
- Art Macapagal - pistolet dowolny, 50 m - 37. miejsce
- Tom Ong - pistolet szybkostrzelny, 25 m - 44. miejsce

### Żeglarstwo
- Mario Almario - klasa finn - 28. miejsce
- Jesús Villareal i Juan Villareal - klasa tempest - 16. miejsce